# St. Nikolaus (Barrenstein)

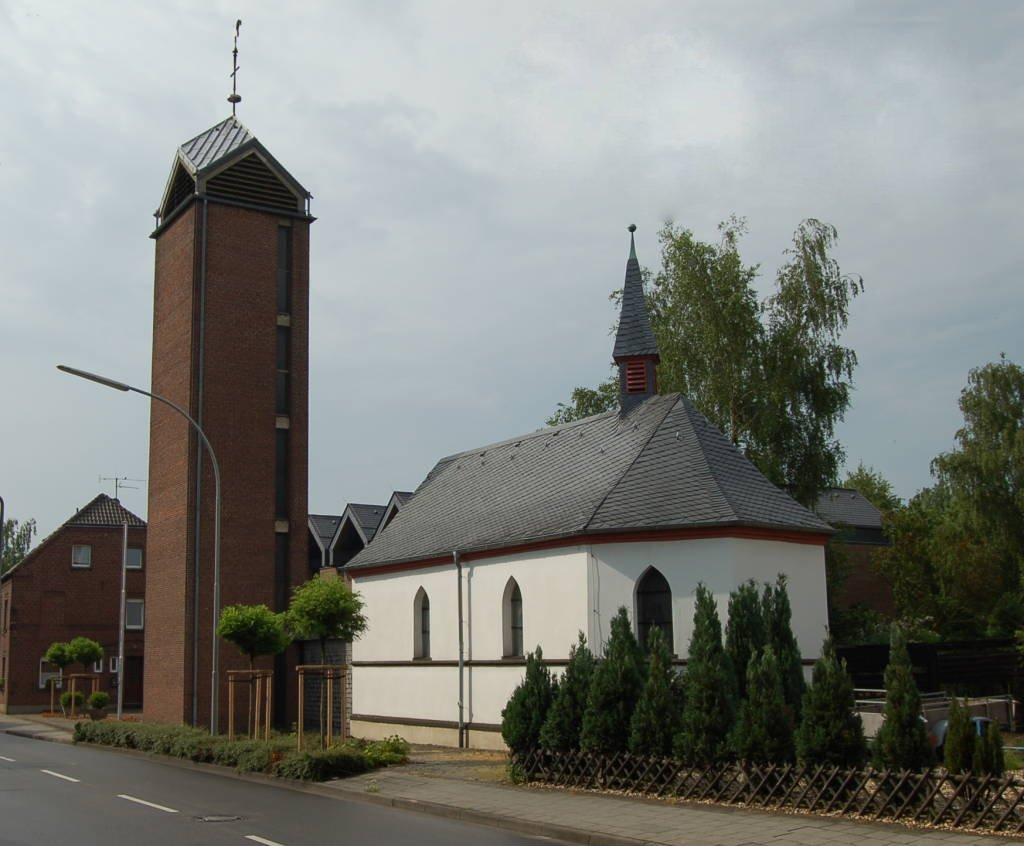
St. Nikolaus in Barrenstein

St. Nikolaus ist ein römisch-katholisches Kirchengebäude in Barrenstein, einem Ortsteil der Stadt Grevenbroich im Rhein-Kreis Neuss. 

## Geschichte
Laut einer Urkunde des Pfarrarchivs Allrath wurde St. Nikolaus 1495 als Eigenkirche der Villa Barrenstein durch Wolterus Kreips errichtet. Die Kapelle gehörte bis 1804 zur Pfarrei Oekoven, danach zur Pfarrei Allrath.
St. Nikolaus entstand zunächst als schlichte einschiffige spätgotische Kapelle mit dreiseitigem Chorschluss. 1842 wurde das Gotteshaus nach Westen verlängert. Die alte Kapelle wurde beibehalten, als man sich in den 1960er Jahren zu einem Neubau entschloss. Die Grundsteinlegung für eine moderne Backsteinkirche erfolgte 1969, die Fertigstellung bereits im darauffolgenden Jahr. Im Neubau wurde die Liturgiereform des Zweiten Vatikanischen Konzils umgesetzt. Die alte Kapelle wurde 1973 restauriert und dabei die Erweiterung des 19. Jahrhunderts abgerissen.